# Protonemura recurvata
Protonemura recurvata är en bäcksländeart som först beskrevs av Wu, C.F. 1949.  Protonemura recurvata ingår i släktet Protonemura och familjen kryssbäcksländor. Inga underarter finns listade i Catalogue of Life.